# Ferdinand Hajný
Ferdinand Hajný (Kladno, 3 febbraio 1899 – 28 luglio 1978) è stato un calciatore cecoslovacco, di ruolo centrocampista.

## Carriera

### Nazionale
Esordisce il 26 febbraio 1922 contro la Nazionale italiana (1-1).

## Palmarès

### Club

#### Competizioni nazionali
- Campionato ceco: 4

Sparta Praga: 1922, 1923, 1925-1926, 1927

#### Competizioni internazionali
- Coppa dell'Europa Centrale: 1

AC Sparta Praha: 1927